# Geum pentapetalum
Espèce
Classification phylogénétique
Geum pentapetalum (ou Sieversia pentapetala), la benoite à cinq pétales, est une espèce de plantes à fleurs de la famille des Rosaceae.
Cette plante herbacée de 10 à 15 cm de hauteur vit sur zones humides acides dans les hautes montagnes du Japon.

### Sous le nomGeum pentapetalum
- (en) BioLib : Geum pentapetalum (L.) Makino
- (en) Catalogue of Life : Geum pentapetalum (L.) Makino (consulté le 18 avril 2025)
- (fr + en) ITIS : Geum pentapetalum (L.) Makino
- (en) GRIN : espèce Geum pentapetalum  (L.) Makino

### Sous le nomSieversia pentapetala
- (en) NCBI : Sieversia pentapetala (L.) Greene, 1899 (taxons inclus)